# Коауила
Коауила (исп. Coahuila de Zaragoza; испанское произношение: [koaˈwila ðe saɾaˈɣosa]), полное наименование: Свободный и Суверенный Штат Коауила-де-Сарагоса (исп. Estado Libre y Soberano de Coahuila de Zaragoza) — штат на севере Мексики, на границе с США. Площадь штата составляет 151 571 км² (третий по площади штат страны после Чиуауа и Соноры).

## Этимология
По оценке автора словаря ацтекизмов Луиса Кабреры, может означать «место змей причудливой окраски». По другой версии — «летающая змея». Декретом президента Бенито Хуареса от 26 февраля 1864 года к названию добавлено «de Zaragoza» — в честь героя битвы при Пуэбле генерала Игнасио Сарагосы.

## География

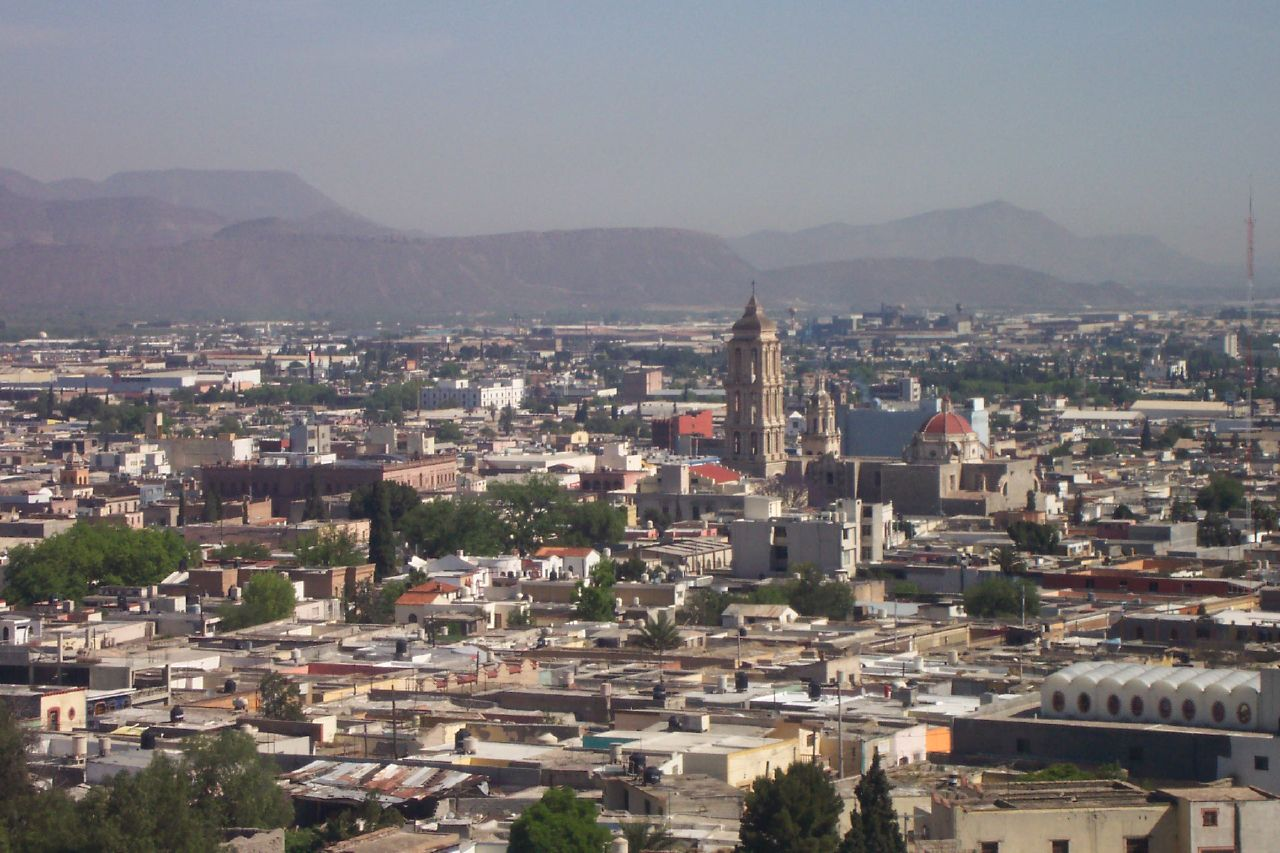
Вид на Сальтильо

Коауила расположена в северной части Мексики, граничит с США (на севере) и штатами: Сакатекас (на юге), Сан-Луис-Потоси (на юго-востоке), Дуранго (на юго-западе), Нуэво-Леон (на востоке) и Чиуауа (на западе). Сьерра-Мадре Восточная пересекает штат с северо-запада на юго-восток. К востоку от хребта территория медленно понимается к долине Рио-Гранде, в этих местах протекает несколько рек, среди них река Саладо. Восточную часть штата представляет достаточно засушливый регион, поросший кустарником и продолжающийся дальше, на территорию Техаса. Регион к западу от Сьерра-Мадре расположен в области Мексиканского плато и частично в пустыне Чиуауа. Склоны гор покрыты сосновыми и дубовыми лесами. На западе штата представлены кактусы, агава, мескита и другие полупустынные виды. Несмотря на засушливый климат, реки штата позволяют заниматься ирригационным сельским хозяйством.
Главная река штата — Рио-Гранде, которая здесь носит название Рио-Браво, она формирует естественную границу с США. После Рио Гранде второй по значению рекой штата признана Насас (Nazas). Другие реки штата — это Рио Сан Родриго (Río San Rodrigo), Рио Сан Диего (Río San Diego), Эскондидо (Río Escondido), Аламо (Río Álamo) — реки, которые берут своё начало в предгорьях Burro; Агуанаваль (Río Aguanaval) (прежнее название реки Buen Aval), Río Monclova. В целях мелиорации засушливых почв штата построено 15 плотин. Климат на большей части штата засушливый, жаркий. На юго-востоке весьма жарко весной и летом, а зимой холодно и туманно. В регионе Лагунеро весной и летом тепло, осенью жарко и сухо, сравнительно мягкий зимой. В центре — лето жаркое, однако зимой холодно. На севере в горах возможно выпадение снега. Средняя температура колеблется от + 12 °C в январе до +23 °C — в середине лета. Среднее количество осадков составляет 610 мм в год, и в основном дожди выпадают в сентябре — октябре.

## История

### До-испанский период
Территория современного штата Коауила, как и большинство районов на севере Мексики, была первоначально населена кочевыми народами охотников и собирателей. Они были искусными добытчиками и использовали лук и примитивные каменные орудия труда. Только в регионе Лагунера рацион людей был обогащён рыбой. Нет доказательств того, что туземцы этого района вели оседлый образ жизни. Вместо этого кочевники оставили следы своего присутствия в виде петроглифов и наскальных рисунков. Кочевники данного региона принадлежали к различным народам. Для жителей Центральной Америки, принадлежащих к более развитым обществам, они были чичимеками, то есть варварами. Некоторые исследователи предлагают именовать этих номадов — уаучичили (huauchichiles), коауильтеки (coahuiltecos), тобосы (tobosos), ирритилы (irritilas) и райяды (rayados). Описываемые как «варварский и дикий народ», коренные жители Коауилы находились в постоянном движении, вызванным необходимостью пропитания. Нет свидетельств об их религии, но кочевники сильно боялись ураганов-торнадо, соотнося их со злым божеством. Между различными племенами часто возникали конфликты и войны. Не зная гончарного дела, туземцы хранили пищевые запасы в отшлифованных деревянных ёмкостях.

### Испанский период

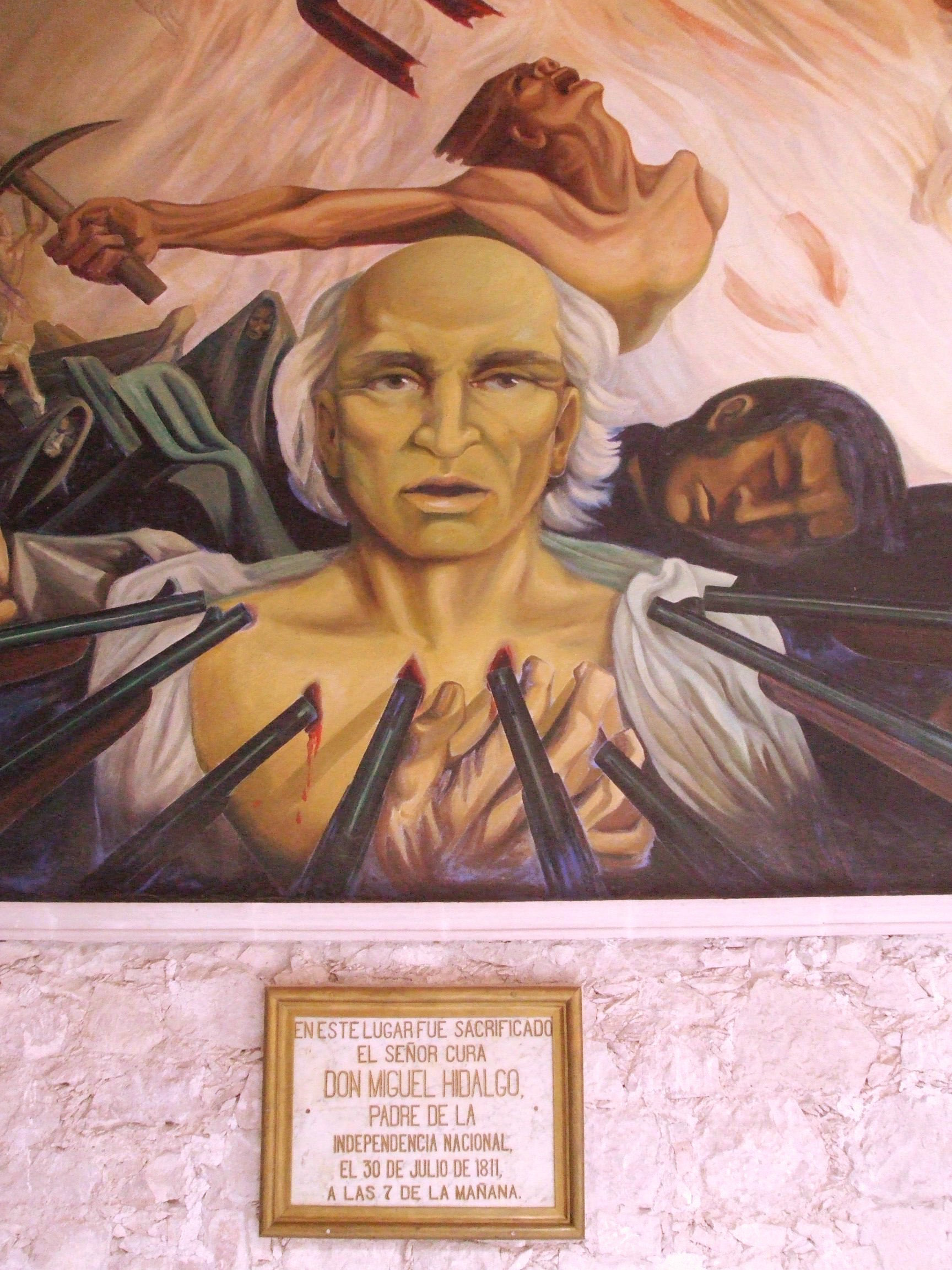
Место казни Мигеля Идальго, художник Аарон Пинья-Мора

После завоевания Мексики в 1521 году, туда хлынул поток испанских иммигрантов, которые начали расселяться по всей Новой Испании. По поручению губернатора провинции Новая Бискайя, А. дель Канто (Alberto del Canto) с солдатами, в 1577 основал опорный пункт испанского завоевания Северной Америки, город Сальтильо (Santiago del Saltillo del Ojo del Agua). Годы спустя был заложен ещё ряд населённых пунктов. Однако, колонисты, встречая упорное сопротивление индейцев, не очень-то преуспели в продвижении на север. Испанцы, с помощью военной силы, миссионерского движения, пытались продолжить свою экспансию. В конце декабря 1674 монахи францисканцы обосновались на севере. В 1675 мэр Сальтильо А. Балькарсель (Antonio Balcárcel Rivadeneyra) возглавил экспедицию, которая достигла реки Рио Гранде, и расширила контроль над этими районами. Обстановка в регионе постепенно стабилизировалась, особенно в конце 17 — начале 18вв., когда при помощи католической церкви, был установлен контроль над непокорными индейскими племенами. Испанцы своим более высоким положением способствовали тому, чтобы туземцы постепенно отказывались от кочевого образа жизни и привыкали к европейской цивилизации.
В 1810 на севере Новой Испании вспыхнуло восстание против испанского правления. В январе 7. 1811 на ранчо Агуануэва (Aguanueva) встретились войска губернатора А. Кордеро (don Antonio Cordero y Bustamante) численностью 700 человек и повстанческие силы во главе с М. Хименесом (Mariano Jiménez) численностью 8000 солдат. Роялистские солдаты обескураженные численностью своих противников, бросили оружие и разбежались, чтобы присоединиться к инсургентам. На следующий день колонны Хименеса вошли в Сальтильо. Из этого города он поддерживал связь с лидерами восстания Идальго и Альенде, которые находились в Гвадалахаре. В январе 17. после того, как повстанцы потерпели поражение в битве при Пуэнте де Кальдерон (Puente de Calderón), остатки их армии направились на север и соединились с войсками Хименеса. Однако, испанцы, вскоре одержали победу, и восстание было подавлено. Причиной этого можно назвать то, что землевладельцы были больше озабочены борьбой с индейцами и обработкой земли, чем политическими вопросами. Таким образом, вплоть до 1821 земли Коауилы находились под контролем роялистов.

### Период независимости
После достижения Мексикой независимости в 1821 из провинций Новая Бискайя и Новая Эстремадура был образован департамент Коауила и Техас, который в 1824 был, в соответствии с новой федеральной конституцией, преобразован в штат. Первым губернатором стал Р. Эка (Rafael Eca y Muzquiz). В 1825 была принята первая конституция штата Коауила и Техас.
Однако с конца XVIII в. назревали тенденции к размежеванию между этими территориями. В течение первых 3 декад XIX в. благодаря законам, благоприятствовавшим заселению колонистами огромных незанятых территорий, американское население в Техасе заметно стало превосходить по численности мексиканское. Не прекращавшаяся долгое время гражданская война между сторонниками либералов-федералистов и консерваторами — сторонниками унитарного государства в Мексике, побудила жителей Техаса к отложению. Губернатор Коауилы и Техаса, федералист А. Вьеска (Agustín Viesca) был вынужден уйти в отставку, и был заключен в тюрьму. Этот сдвиг в национальной политике вызвал большую тревогу у населения Техаса. В 1836, наконец, техасцы провозгласили свою независимость от Мексики. Чтобы избежать отложения территории президент Санта-Анна во главе армии отправился в Техас. После нескольких побед над малочисленными гарнизонами Аламо (Álamo) и Голиад (Goliad), в битве при Сан Хасинто Санта-Анна потерпел поражение и попал в плен. 14 мая 1836 года он подписал Договоры Веласко, в которых признавал независимость Техаса. Однако Конгресс Мексики отказался ратифицировать документ, по причине отсутствия у Санта-Анны подписывать такой договор.
В 1840 году Коауила на короткое время стала частью сепаратистской Республики Рио Гранде. В июне 1845 Техас присоединился к США, таким образом, был открыт путь к войне между двумя странами. После мирного договора Гуадалупе-Идальго, который в 1848 году окончил войну, Коауила потеряла все свои территории за Рио Гранде.
В ходе войны за реформу губернатор штата Нуэво Леон Сантьяго Видаурри (Santiago Vidaurri) собственным декретом от 19 февраля 1856 года аннексирует Коауилу в состав штата Нуэво Леон. Президент Игнасио Комонфорт осудил этот акт и была достигнута договорённость о проведении плебисцита о статусе Коауилы. Плебисцит признал объединение двух штатов и с принятием новой конституции, реорганизовавшей административное деление, штат Коауила официально был присоединён к штату Нуэво-Леон, став называться Нуэво Леон и Коауила.
Во время второй империи, президент Бенито Хуарес, будучи в изгнании и находясь в Сальтильо, издал декрет от 26 февраля 1864 года, согласно которому Коауила была отделена от штата Нуэво Леон, а штат стал именоваться Коауила де Сарагоса в честь генерала Игнасио Сарагосы. С падением империи и восстановлением республики декрет был ратифицирован конгрессом Мексики 18 ноября 1868 года.

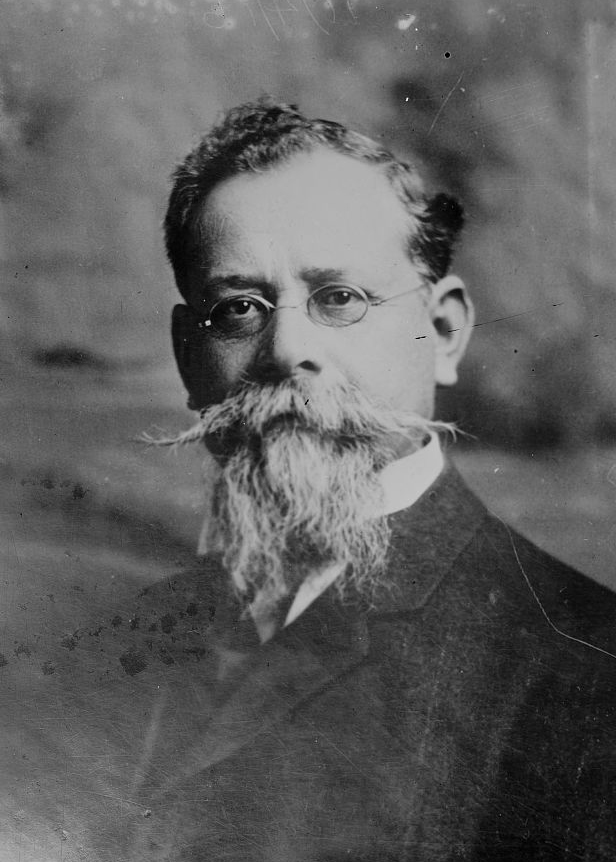
Венустиано Карранса

Во время «порфириата» обстановка в штате стабилизировалась. Получила развитие горная промышленность. Однако, не всё население получало выгоды от экономической модернизации. Большинство населения — крестьяне, рабочие, продолжали жить в очень тяжёлых условиях.

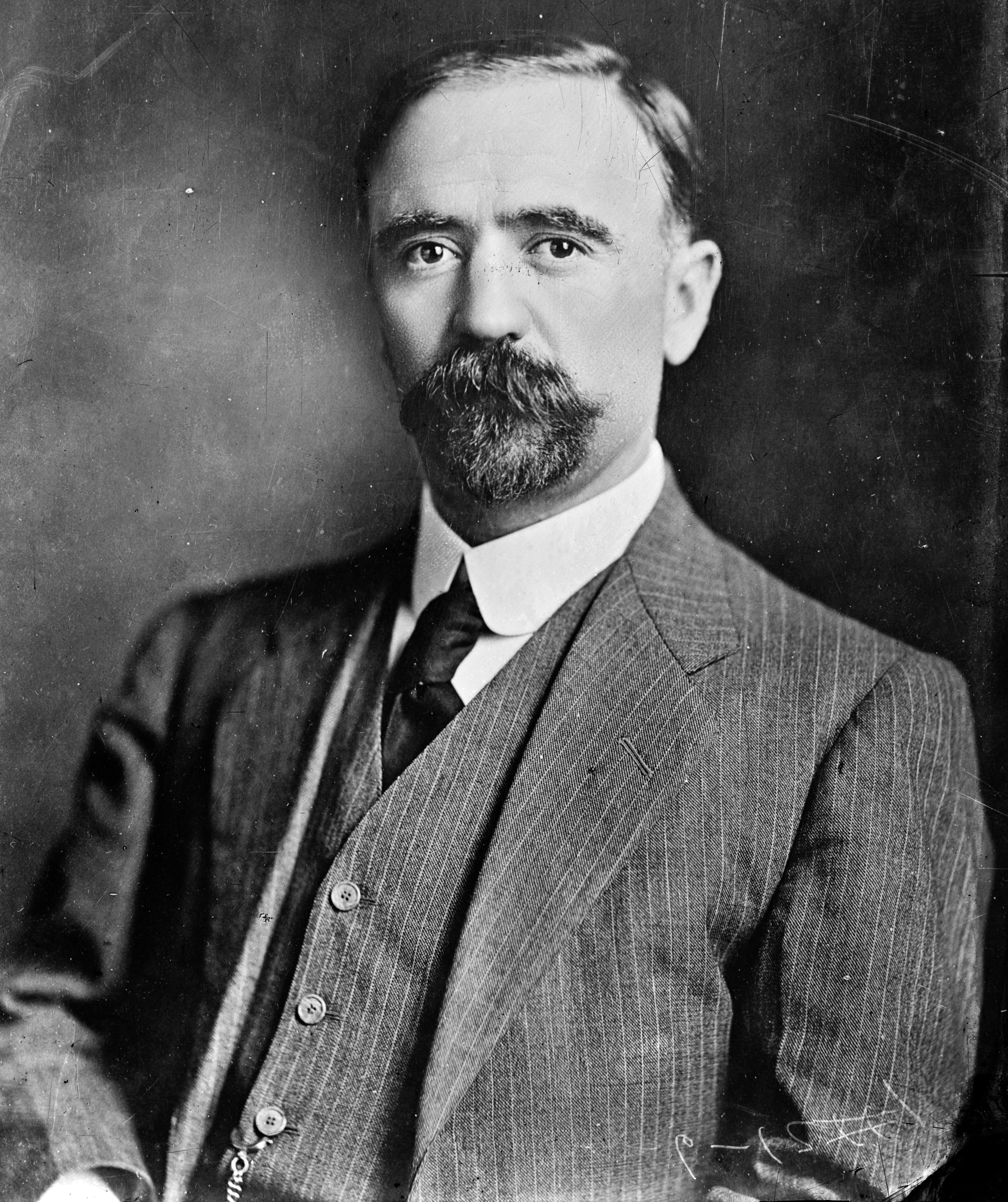
Франсиско Мадеро

Именно в Коауиле начались волнения, послужившие началом Мексиканской революции. В 1910 году главный оппозиционный деятель, уроженец Коауилы Ф. Мадеро принял решение участвовать в президентских выборах в соперничестве с П. Диасом, который к этому времени правил страной открыто диктаторскими методами. Результаты выборов оказались сфальсифицированными в пользу Диаса, что послужило сигналом к началу революции. Из Коауилы происходил другой лидер революции В. Карранса (Venustiano Carranza). Во время революции штат стал местом многих сражений между противоборствующими сторонами: в марте 1914 года при Торреоне, в апреле — за Сан-Педро-де-лас-Колониас, в мае — при Паредоне.
С 1925, после введения новой конституции Мексики (в 1917), победу на губернаторских выборах всегда одерживали представители право-социалистической Институционно-революционной партии (PRI). В этом году был избран губернатором М. Перес Тревиньо (Manuel Pérez Treviño).
В 1994 был заключен договор о свободной торговле с США (NAFTA), который дал возможность развиваться промышленности штата. Начали развиваться заводы (maquiladoras), продукция которых шла в основном на американский рынок, и их штаб-квартиры находились также в США.
4 апреля 2004 пограничный город Пьедрас-Неграс подвергся наводнению. Более чем 30 человек погибли и более 4000 лишились крова.
В начале XXI века продолжала развитие горная промышленность, так как около 95 % запасов каменного угля в Мексике сосредоточено в Коауиле. Начала развиваться автомобильная промышленность. В штате начали своё производство американские автоконцерны General Motors и Chrysler.

## Население
По данным переписи 2010 года население штата составляет 2 748 391 человек. Плотность населения — 18,13 чел./км².
Крупные города:
- Сальтильо — 709 671 чел.
- Торреон — 608 836 чел.
- Монклова — 215 271 чел.
- Пьедрас-Неграс — 150 178 чел.
- Акунья — 134 233 чел.
- Фронтера — 69 462 чел.
- Рамос-Ариспе — 66 554 чел.

Изменение численности населения:
- 1950 год — 720 619 чел.
- 1960 год — 907 734 чел.
- 1970 год — 1 114 956 чел.
- 1980 год — 1 557 265 чел.
- 1990 год — 1 972 340 чел.
- 1995 год — 2 173 775 чел.
- 2000 год — 2 298 070 чел.
- 2005 год — 2 495 200 чел.
- 2010 год — 2 748 391 чел.

## Административное деление

Административная карта Мексики.

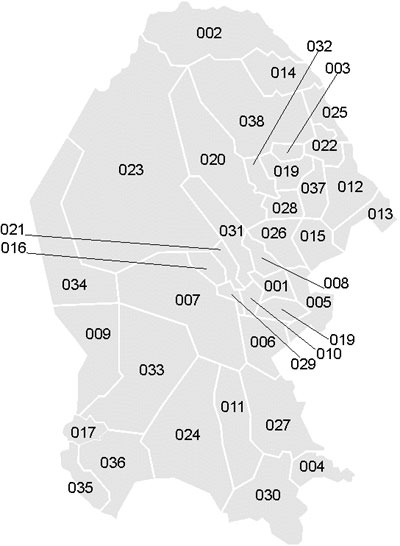
Административная карта штата Коауила.

В административном отношении делится на 38 муниципалитетов:

## Экономика
Важное место занимает горная промышленность, в штате сосредоточено до 95 % мексиканских запасов каменного угля. Имеется автомобильная промышленность На 2005 год ВВП штата составил 22 874 млн долларов США, или 3,5 % от ВВП Мексики. Развит производственный сектор, ориентированный на экспорт с использованием иностранного капитала. Наиболее важными полезными ископаемыми, которые добывают в штате являются: уголь, железо, титан, свинец и доломит. Важной отраслью экономики остаётся сельское хозяйство. Здесь культивируют такие культуры, как хлопок, картофель, виноград, пшеница, кукуруза и сорго. Разводят также крупный рогатый скот молочных пород.

## Герб
Герб Коауилы представляет собой трёхчастный щит, разделённый фигурно. В нижней большей части изображена река меж зелёных берегов. Это река Монклова (Monclova), на берегу которой был построен город Сан Франсиско де Коауила (позже переименован в Монклову), который был долгое время столицей штата Коауила. На берегах растёт лес, а над деревьями сияет солнце — символ мексиканской революции. В правой части изображены два бегущих волка перед и за растущим дубом. Это символ Басконии — испанской провинции. Территория Коауилы входила в состав провинции Новой Испании Нуэва Вискайя (Новая Баскония). В левой части изображён восстающий червлёный лев, опирающийся на белую колонну с девизной лентой, на которой написано по-латыни «PLVS VLTRA» (по-латыни — «ВДАЛИ»). Это символ испанской провинции Эстремадура. Часть современного штата Коауила входила во состав провинции Новой Испании Нуэва Эстремадура. После достижения независимости Мексики провинции Нуэва Вискайя и Нуэва Эстремадура были объединены в штате Коауила. Щит покоится на золотом картуше с надписью названия штата. Герб был разработан В. А. Роблесом (Vito Alessio Robles), и принят 23. октября 1942. Штат Коауила не имеет официально утверждённого флага. Часто используется белое полотнище с изображением герба в центре.